# Rivière Moose (Québec)
Pour les articles homonymes, voir Rivière Moose et Moose.
La rivière Moose est un tributaire du lac Aylmer lequel est traversé par la rivière Saint-François qui constitue un affluent de la rive sud du fleuve Saint-Laurent.
Le cours de la rivière Moose traverse le territoire des municipalités de Disraeli (paroisse) et Beaulac-Garthby, dans la municipalité régionale de comté (MRC) Les Appalaches, dans la région administrative de l'Estrie, sur la Rive-Sud du fleuve Saint-Laurent, au Québec, Canada.

## Géographie
Les principaux bassins versants voisins de la rivière Moose sont :
- côté nord : lac Breeches ;
- côté est : lac Aylmer, rivière Saint-François, baie Moose ;
- côté sud : rivière Coulombe, lac Aylmer ;
- côté ouest : rivière Coulombe.

La rivière Mosse tire sa source entre deux montagnes, à 0,5 km au sud-est du lac Breeches et à 1,3 km au sud-ouest de la route 263. Sa source est située près de la limite municipale de Saint-Jacques-le-Majeur-de-Wolfestown.
À partir de sa tête, la rivière Moose coule sur :
- 1,1 km vers le sud-est jusqu'à la route Breeches ;
- 2,0 km vers le sud-est jusqu'à la limite municipale entre Disraeli et Beaulac-Garthby ;
- 2,2 km vers le sud-est, puis vers l'est, jusqu'à son embouchure.

La rivière Moose se déverse sur une longue grève sur la rive ouest de la baie Moose qui constitue un appendice du lac Aylmer que traverse la rivière Saint-François. Son confluent est situé à 0,7 km au nord de la confluence du cours d'eau de la Longue Pointe, à 1,6 km au sud de la confluence du cours d'eau Bourgeault et à 2,9 km (en ligne directe) de l'intersection de la route 161 et de la route 112 au village de Beaulac-Garthby.
La villégiature est particulièrement développée autour de la baie Moose.

## Toponymie
Le toponyme Rivière Moose a été officiellement inscrit le 5 décembre 1968 à la Commission de toponymie du Québec.